# Batalha de Verneuil

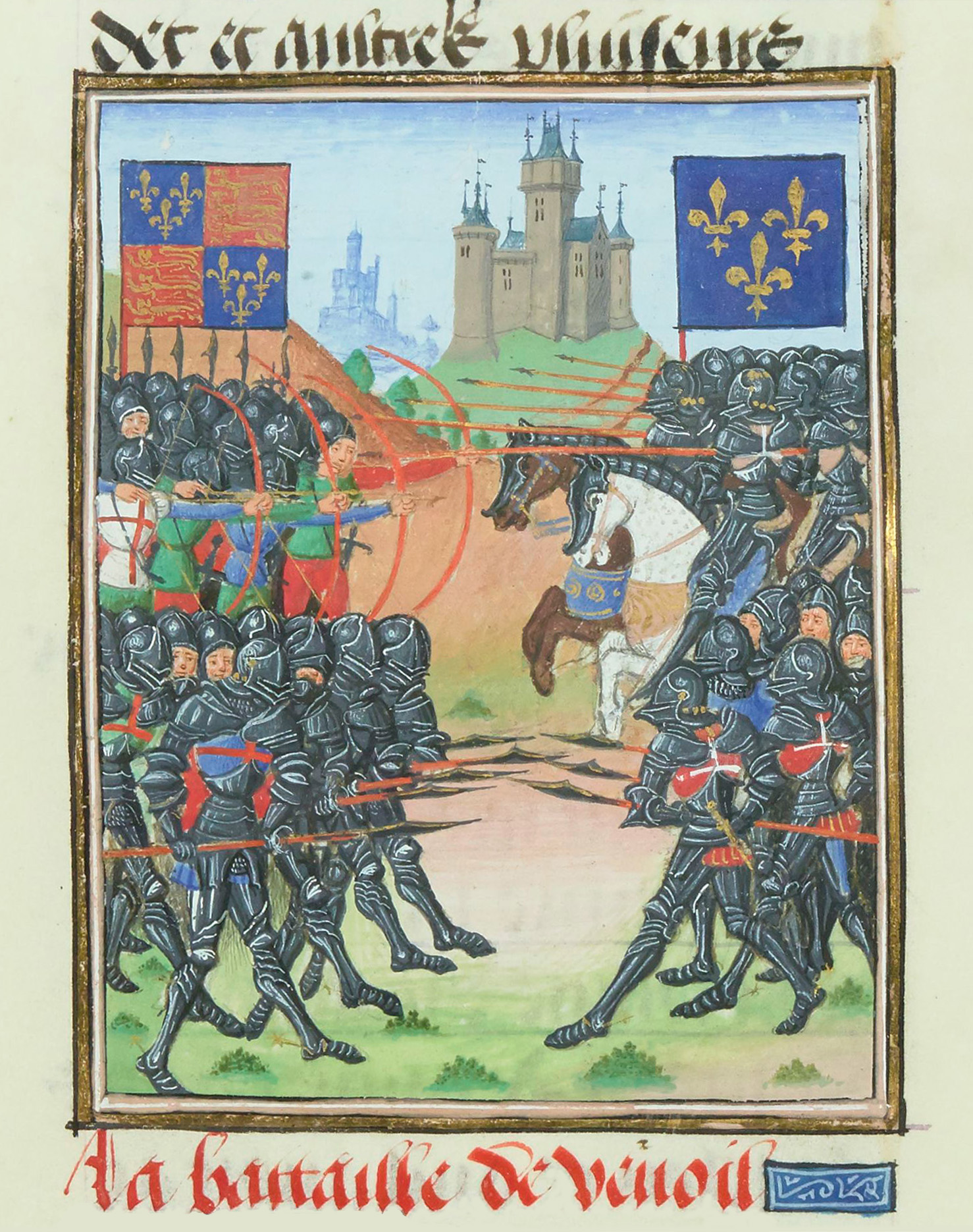
Iluminura de La Cronicque du temps de Tres Chrestien Roy Charles, septisme de ce nom, roy de France de Jean Chartier, c. 1470–1479

A Batalha de Verneuil foi uma batalha da Guerra dos Cem Anos, travada em 17 de agosto de 1424 perto de Verneuil-sur-Avre, na Normandia, entre um exército inglês e uma força combinada franco-escocesa, aumentada pela cavalaria pesada milanesa. A batalha foi uma vitória inglesa significativa e foi descrita por eles como um segundo Agincourt.
A batalha começou com uma curta troca de tiro com arco entre arqueiros ingleses e arqueiros escoceses, após o que a força de 2 000 cavalaria pesada milanesa atacou os ingleses, afastou uma ineficaz barragem de flechas inglesas e estacas de arqueiro de madeira, penetrou na formação de homens de armas ingleses e derrotou uma ala de seus arqueiros. Os milaneses perseguiram os ingleses em fuga fora do campo e passaram a capturar e saquear o trem de bagagem inglês. Enquanto isso, os bem armados homens de armas ingleses e franco-escoceses se enfrentaram a pé em uma feroz luta corpo a corpo .que durou cerca de 45 minutos. Muitos dos arqueiros ingleses se reuniram e se juntaram à luta. Os homens de armas franceses finalmente derrotaram, deixando os escoceses sozinhos em uma última resistência, onde não receberam trégua dos ingleses. A cavalaria milanesa voltou ao campo no final da batalha, mas fugiu ao descobrir o destino da força franco-escocesa.
Ao todo, cerca de 6 000 franceses e escoceses foram mortos e 200 feitos prisioneiros. O cronista da Borgonha Jean de Wavrin, que lutou na batalha, estimou 1 600 ingleses mortos, embora o comandante inglês, João, duque de Bedford, afirmasse ter perdido apenas dois homens de armas e "um número muito poucos arqueiros". O exército escocês, liderado pelos condes de Archibald Douglas, 4º Conde de Douglas e John Stewart, Conde de Buchan (ambos mortos na batalha), foi quase destruído. Muitos nobres franceses foram feitos prisioneiros, entre eles o João II de Alençon e o Marechal de Gilbert Motier de La Fayette. Depois de Verneuil, os ingleses conseguiram consolidar sua posição na Normandia. O Exército da Escócia como uma unidade distinta deixou de desempenhar um papel significativo na Guerra dos Cem Anos, embora muitos escoceses tenham permanecido no serviço francês.